# Mariama Colley
Mariama Colley (* 6. September 1988 in Brikama) ist eine gambische Schauspielerin, Radiomoderatorin und Menschenrechtsaktivistin.

## Leben
Schon während ihrer Schulzeit interessierte sich Mariama Colley für das Schauspiel und engagierte sich im Schauspielclub Nusrat Peer Health Club.
2009 schloss sie die Nusrat Senior Secondary School ab. Nach der schulischen Ausbildung begann sie, eine Radiosendung bei Afri Radio zu moderieren. Außerdem leitete sie das Plattenlabel Music O und gründete das Filmstudio Studio 411 Production.
Ihr erster Film als Schauspielerin war 2013 Hand of Fate, in dem sie die Rolle eines Mädchens spielt, das schon mit 13 Jahren verheiratet wird. Der Film basiert auf einer Vorlage von Janet Badjan Young. Produzent und Regisseur war Ibrahim Ceesay. Für ihre Rolle wurde sie für den so genannten African Oscar, den African Movie Academy Award, nominiert.
2015 absolvierte sie eine Aus-/Weiterbildung am Ebunjan Theatre. 2018 spielte sie dort in einem Stück der gambischen Dramaturgin Janet Badjan-Young über Tribalismus in Gambia mit. Im selben Jahr nahm sie am International Visitor Leadership Program (IVLP) des US-Außenministeriums teil.
2019 spielte sie in Mébét ein Mädchen, das zwangsverheiratet wird.
Neben der schauspielerischen Tätigkeit engagiert sie sich für Frauen- und Menschenrechte, unter anderem gegen Weibliche Genitalverstümmelung. 2019 wurde sie Country Director der Hilfsorganisation Global Peace Foundation (Global Peace Chain).

## Auszeichnungen
- 2013: Nominierung für den African Movie Academy Award
- National Certificate of Merit als Youth of the Month des gambischen Ministeriums für Jugend und Sport[6]

## Filmografie
- 2013: Hand of Fate
- 2016: Medan vi lever
- 2018: Gifts from Babylon (als Szenenbildnerin)[14]
- 2019: Mébét